# Ataque químico de Khan Shaykhun
O Bombardeio de Khan Shaykhun foi um ataque de armas químicas realizado na Síria que ocorreu em 4 de abril de 2017 e levou a morte 86 pessoas, incluindo 30 crianças. Aconteceu na cidade de Khan Shaykhun, no sul da província de Idlib. A arma química utilizado no ataque foi o gás sarin, que é considerado tão letal que o enfermeiro que deu injeções de atropina e proporcionou oxigênio aos pacientes também começou a sentir os sintomas por ter estado em contato com as vítimas.
O ministro de Saúde da Turquia, Recep Akdag, disse que há provas do uso de armas químicas no ataque, que ele atribuiu ao governo sírio, que vem negando seu envolvimento na ação. O ministro das relações do Reino Unido, Boris Johnson acusou o regime do presidente Bashar al-Assad de ser o responsável pelos ataques com armas químicas.

## O ataque
O bombardeio aconteceu às 7h da manhã EEST, em 4 de abril de 2017, quando crianças e adultos não tinham saído ainda para a escola ou trabalho. Testemunhas reportaram um estranho odor no ar cerca de dez minutos após as primeiras bombas terem caído. Logo em seguida as pessoas começaram a demonstrar sinais de envenenamento. Trabalhadores de equipes médicas e testemunhas indicariam, mais tarde, que os sintomas eram similares aos efeitos de envenenamento por gás sarin, como, por exemplo, as pessoas sentiram frio nas extremidades do corpo, queda nos batimentos cardíacos e na pressão sanguínea, além de secreções pela boca, excesso de fluido nos pulmões, espasmos e paralisia.
A oposição síria e vários países da comunidade internacional (especialmente Estados Unidos, França e Reino Unido) imediatamente culparam o regime Assad pelo incidente. O governo sírio e seus aliados da Rússia, contudo, negaram a responsabilidade pelo ocorrido e afirmaram que o bombardeio teria atingido um depósito de armas químicas pertencentes aos próprios rebeldes.

## Reações

### Papa Francisco
Em 5 de abril de 2017, o papa Francisco classificou como "massacre inaceitável" o ataque químico que culminou em diversas mortes na Síria. "Nós estamos horrorizados com os acontecimentos recentes na Síria", disse o papa às dezenas de milhares de pessoas na Praça de São Pedro em sua audiência geral semanal. Expressando sua "firme desaprovação do inaceitável massacre que aconteceu ontem," o papa disse estar rezando pelas "vítimas indefesas, incluindo muitas crianças".

### Governos dos Estados Unidos
Na noite de 6 de abril de 2017, os Estados Unidos lançaram 59 mísseis Tomahawk contra uma base aérea na Síria, de onde, segundo o presidente Donald Trump, partiu um ataque químico que matou mais de 80 pessoas. De acordo com o Observatório Sírio dos Direitos Humanos (OSDH), a ação teria deixado seis militares mortos, incluindo um general, e destruído a base aérea de Shayrat, na cidade síria de Homs, que seria o alvo da operação.
Em 7 de abril, o presidente russo, Vladimir Putin, diz acreditar que o bombardeio dos Estados Unidos a uma base aérea do governo sírio é uma "agressão contra um Estado soberano", baseado em "pretextos inventados".